# Ramiro Z
Ramiro Z (né en 1965, mort en 1995), est un étalon de saut d'obstacles, qui a concouru au plus haut niveau avec Fritz Ligges. Père d'un grand nombre d'étalons de sport approuvés notamment aux Pays-Bas, il a également donné des compétiteurs d'exception, dont la jument Ratina Z. En tant qu'étalon, il est réputé pour sa fertilité et la qualité de son sperme, ce qui s'est traduit par un fort usage de l'insémination artificielle alors que la pratique en était à ses débuts. Ramiro Z influence un grand nombre de stud-books. 

## Histoire
Ramiro Z est un petit-fils de l'étalon influent Ramzès, qui était stationné au haras du Holsteiner, et a donné quatre étalons approuvés, dont Raimond, le père de Ramiro Z ; ce dernier donne 8 étalons, et seul Ramiro passe à la postérité. Il naît en 1965 à l'élevage de Clemens Frhr v. Nagel, en Westphalie. Il est monté par Fritz Ligges.
Sa carrière sportive prend fin en 1974. Il est brièvement acquis par Rudolf Hirschmann, le sponsor de Fritz Ligges. Ensuite, Leon Melchior l'achète et l'intègre au programme d'élevage du haras de Zangersheide, qui consiste à le croiser avec la lignée d'Almé.

## Description
Ramiro Z est un étalon bai foncé inscrit au stud-book du Holsteiner, et toisant 1,75 m. Cela en fait un étalon de très grande taille.

## Palmarès
- Cheval de l'année 1992 aux Pays-Bas[1].

## Origines
Ramiro Z est un fils de l'étalon Raimond et de la jument Valine, par l'Anglo-arabe Shagya Ramzès. Il est le cheval le plus populaire de la lignée de Ramzès.

## Descendance
Ramiro Z influence presque tous les stud-books des chevaux de sport européens ; il est notamment le père de Robin I Z, Robin II Z, et le grand-père de Viking et Monte Bellini. Tout comme son grand-père Ramzes, il se révèle toutefois être un meilleur père de mères.
Visualiser la lignée de Ramiro Z sous forme de graphe